# 19 de abril
El 19 de abril es el 109.º (centésimo noveno) día del año en el calendario gregoriano y el 110.º (centésimo décimo) en los años bisiestos. Quedarían 256 días para finalizar el año.

## Acontecimientos
- 797: en la ciudad de Bizancio, la emperatriz Irene organiza una conspiración contra su hijo, el emperador bizantino Constantino VI. Él es derrocado y poco después, cegado. Constantino muere por infección; Irene se proclama basileus.
- 1013: en Córdoba, Califato de Córdoba, tropas bereberes bajo el mando de Sulaiman al-Mustain entran en la ciudad y la saquean durante varios días.
- 1528: en las Cortes de Madrid, el príncipe Felipe II es jurado heredero de los reinos de España.
- 1529: en Alemania, ciudades independientes protestan por el Edicto de Worms, comenzando el movimiento protestante.
- 1587: en el sur de España, el corsario inglés Francis Drake ataca el puerto de Cádiz.
- 1593: en el norte de la actual Argentina, el capitán español Francisco de Argañarás funda la aldea de San Salvador de Jujuy.
- 1692: en Salem (Massachusetts) comienza el juicio inquisitorio de brujas.
- 1770: en Oceanía, el capitán británico James Cook, que todavía tenía el rango de teniente, es el primer europeo que avista la costa oriental de la actual Australia.
- 1775: en Estados Unidos comienza la Guerra de la Independencia contra el Imperio británico.
- 1782: John Adams logra que el Gobierno de Estados Unidos reconozca a las Provincias Unidas de los Países Bajos como un Gobierno independiente. La casa que él había comprado en La Haya (Países Bajos) se convierte en la primera embajada estadounidense del mundo.
- 1809: las fuerzas del Ducado de Varsovia derrotan al ejército austriaco en la batalla de Raszyn.
- 1809: en Baviera, las fuerzas del Primer Imperio francés ―comandadas por Louis-Nicolas Davout― derrotan al ejército austriaco en la batalla de Teugen Hausen.
- 1810: en Caracas (Venezuela), una rebelión popular (la Revolución del 19 de abril de 1810) derroca al español Vicente Emparan (gobernador de la capitanía general de Venezuela). Asume la Junta Suprema de Gobierno, que se declara "protectora de los derechos de Fernando VII", pero que se encamina hacia la independencia del Reino de España.
- 1811: la villa de Valencia (Venezuela) es tomada por republicanos al mando de Simón Bolívar
- 1825: en Uruguay se realiza el desembarco de los 33 Orientales bajo el mando de Juan Antonio Lavalleja para iniciar la lucha por la independencia contra el Imperio de Brasil.
- 1839: el Tratado de Londres reconoce a Bélgica como un reino, y garantiza su neutralidad.
- 1880: en Madrid (España), Mateo Sagasta funda el Partido Liberal-Fusionista.
- 1898: el Gobierno de Estados Unidos envía al de España un ultimátum para que abandone en 48 horas la isla de Cuba.
- 1902: en el departamento de Quetzaltenango (Guatemala) durante dos minutos sucede un terremoto de 7,5 grados en la escala de Richter. Mueren entre 800 y 900 personas.
- 1902: en La Coruña son apedreados dos misioneros en plena prédica.
- 1903: en la ciudad besarabia de Kishinev (actual Chisináu, capital de Moldavia) comienza el pogromo de Kishinev, forzando a decenas de miles de judíos a buscar refugio en Palestina y otros países.
- 1904: en Canadá, la ciudad de Toronto es destruida por un incendio.
- 1904: tras la incorporación a la Unión de los territorios de Arizona, Nuevo México y Oklahoma, Estados Unidos cuenta ya con 48 estados.
- 1909: en Roma, el papa declara beata a la militar francesa Juana de Arco (1412-1431).
- 1909: Rusia y Bulgaria firman un tratado por el que se reconoce la independencia de esta última.
- 1911: en Bilbao se constituye una sociedad para construir los ferrocarriles directos de Madrid a Valencia y de Madrid a Bilbao.
- 1914: la Cámara de París vota el levantamiento de un empréstito de 800 millones de francos destinado a armamento.
- 1916: cerca de Merano (Italia) ―en el transcurso de la Primera Guerra Mundial―, el ejército italiano toma el collado de Di Lana.
- 1917: en España, el conde de Romanones presenta la dimisión de su Gabinete al rey Alfonso XIII.
- 1919: Leslie Irvin realiza el primer salto en paracaídas.
- 1919: en el mar Negro se amotinan los marinos franceses.
- 1920: se firma un tratado germano-soviético relativo a la repatriación de los prisioneros de guerra.
- 1921: el Gobierno uruguayo prohíbe terminantemente el trabajo por la noche; los panaderos cierran los establecimientos como protesta.
- 1923: el rey egipcio Fuad I promulga la nueva Constitución del país.
- 1923: el general francés Maxime Weygand es nombrado alto comisionado en Siria.
- 1924: en Madrid (España) se constituye la Compañía Telefónica Nacional, empresa predecesora de la actual Telefónica.
- 1925: en el puerto de La Ceiba (Honduras) desembarcan marines estadounidenses.
- 1925: en Chile se funda el Club Social y Deportivo Colo-Colo.
- 1927: en los Estados Unidos, Mae West es condenada con diez días en la cárcel por obscenidad por su obra teatral Sex.
- 1928: la aviación militar española adquiere su primer avión de bombardeo.
- 1928: el buque-escuela Juan Sebastián Elcano (A-71) emprende su primer viaje.
- 1929: se produce el bombardeo de las posiciones de los rebeldes mexicanos en la llamada "guerra de los cristeros".
- 1929: el haz (fascia), símbolo del partido de Mussolini, es incorporado al escudo nacional.
- 1929: En el barrio de Aires Puros de Montevideo, es fundado el club La Luz Fútbol Club.
- 1930: en España se estrena la película sonora La bodega, protagonizada por Conchita Piquer, basada en una novela de Blasco Ibáñez y dirigida por Benito Perojo.
- 1931: en España, Victoria Kent es nombrada directora general de prisiones.
- 1932: en el País Vasco, los alcaldes aprueban el anteproyecto de estatuto.
- 1933: en los Estados Unidos, el presidente Franklin D. Roosevelt anuncia que su país abandona la equivalencia dólar-oro.
- 1933: en Santiago de Chile se funda el Partido Socialista de Chile.

- 1936: en el Mandato Británico de Palestina se inicia la revuelta árabe en Palestina contra los británicos, que durará tres años.

- 1937: en el marco de la guerra civil española, el dictador Francisco Franco firma el Decreto de Unificación, que disuelve todos los partidos políticos y funda uno nuevo: la Falange Española Tradicionalista y de las JONS (Juntas de Ofensiva Nacional Sindicalista) bajo el mando único del «Caudillo».
- 1940: en Pátzcuaro (México) el Primer Congreso Indigenista Interamericano instituye el 19 de abril como Día del Aborigen Americano (también conocido como Día Americano del Indio).
- 1941: en la España franquista se crea el Museo de América.
- 1942: en Polonia ―en el marco de la Segunda Guerra Mundial― las tropas nazis alemanas establecen el gueto judío de Majdan-Tatarski, situado entre el gueto de Lublin y el subcampo Majdanek.
- 1943: en la capital de Polonia comienza el levantamiento del gueto de Varsovia, coincidiendo con la noche de Pésaj y el día anterior al cumpleaños de Adolf Hitler.
- 1943: en los laboratorios Sandoz de Basilea (Suiza), el químico suizo Albert Hofmann (1906-2008), que tres días antes experimentó involuntariamente los efectos psicotrópicos de la dietilamida de ácido lisérgico (LSD), consume voluntariamente 0,25 mg.
- 1947: en España el Consejo de Ministros aprueba un decreto ley de represión del bandidaje y del terrorismo.
- 1948: en Nueva York (Estados Unidos) Birmania es aceptada dentro de las Naciones Unidas.
- 1949: Estados Unidos destina 5430 millones de dólares al programa de ayuda a Europa.
- 1951: en los Estados Unidos, el general Douglas MacArthur se retira del ejército.
- 1953: en Venezuela, la Asamblea Nacional Constituyente proclama presidente al general Marcos Pérez Jiménez.
- 1954: en Pakistán, la Asamblea Constituyente decide que el urdú y el bengalí serán los idiomas oficiales del nuevo país.
- 1954: España gana el campeonato del mundo de fútbol juvenil.[1]
- 1956: en Mónaco, la actriz estadounidense Grace Kelly se casa con Rainiero III.
- 1956: el secretario general de la ONU, Dag Hammarskjold, media en el armisticio entre Egipto e Israel.
- 1956: en Granada (España) se produce un terremoto en el que perecen 7 personas y resultan heridas más de 50.
- 1958: en España se efectúa la elección de procuradores en las Cortes españolas.[cita requerida]
- 1959: invasión cubana a Panamá.
- 1960: en Seúl (Corea del Sur) se llevan a cabo protestas de estudiantes contra el presidente Syngman Rhee, títere de Estados Unidos y causante de la masacre de decenas de miles de civiles sospechados de socialistas. Rhee huirá a Hawái (isla colonia de Estados Unidos).
- 1960:  Se disputa el primer partido en la historia de la Copa Libertadores de América (en ese entonces conocida como Copa de Campeones de América) en el Estadio Centenario, entre el Club Atlético Peñarol de Uruguay y el Club Deportivo Jorge Wilstermann de Bolivia. El encuentro finaliza 7-1 a favor del conjunto uruguayo, con 4 goles marcados por el ecuatoriano Alberto Spencer, quién se convertiría en el máximo goleador histórico de la competencia.
- 1961: en Playa Girón (Bahía de Cochinos) en la costa sur de la isla de Cuba, se realiza la invasión de la Brigada 2506 ―ordenada por el presidente estadounidense John F. Kennedy, y entrenada y equipada por la CIA―.
- 1961: España adopta el horario laboral europeo, permitiéndose la jornada continua.
- 1966 En México muere Javier Solis reconocido cantante del bolero ranchero
- 1969: Irán denuncia el tratado fronterizo irano-iraquí de 1937.
- 1970: en Colombia se inicia el grupo revolucionario Movimiento 19 de abril.
- 1971: Sierra Leona se convierte en una república, con Siaka Stevens como su primer presidente.
- 1971: la Unión Soviética lanza la Salyut 1, primera estación espacial controlada por el hombre.
- 1971: En los Estados Unidos, Charles Manson es sentenciado a muerte (más tarde su pena será cambiada a prisión perpetua) por haber conspiración en los asesinatos de la actriz Sharon Tate y otros.
- 1975: India lanza su primer satélite artificial, Aryabhata.
- 1976: en Colombia aparece en una bolsa de plástico el cadáver de José Raquel Mercado, que había sido secuestrado por el M19 el 15 de febrero.
- 1977: en Orense (España) mueren 12 niños al caer un autobús por un terraplén.[2]
- 1978: en España tiene lugar el Primer Congreso del PCE en la legalidad tras la dictadura franquista.
- 1978: Yitzhak Navon es elegido presidente del estado de Israel.
- 1978: en Andalucía se aprueba el régimen preautonómico.
- 1979: en España se constituyen los primeros ayuntamientos democráticos tras las elecciones, en las que UCD obtiene la mayoría de concejales.
- 1980: en La Haya, la canción What’s another year? de Johnny Logan gana por Irlanda la edición 25 de Eurovisión.
- 1980: en España, un particular denuncia ante el Senado una supuesta malversación de mil millones de pesetas en indemnizaciones a evacuados del Sáhara.
- 1984: en la Ciudad del Vaticano, el papa Juan Pablo II, con motivo del Año Jubilar de la Redención, pide «un estatuto internacional garantizado para Jerusalén».
- 1984: en Australia, Advance Australia Fair es proclamado como el himno nacional.
- 1985: en el sitio de pruebas de Semipalatinsk (Kazajistán) el gobierno soviético hace explotar una bomba nuclear.
- 1985: en Lisboa (Portugal) se producen negociaciones secretas entre Marruecos y el Frente Polisario.
- 1987: en los Estados Unidos comienzan a emitirse los cortos que darían origen a la serie de televisión Los Simpson.
- 1988: en Roma (Italia) el dirigente democristiano italiano Ciriaco de Mita pronuncia ante el Parlamento su discurso de investidura como nuevo presidente del Gobierno.
- 1989: en el barco USS Iowa explota una bomba, que mata a 47 marinos.
- 1989: la Comisión de Cultura, Educación y Juventud del Parlamento Europeo declara el idioma catalán como una lengua oficial más de las instituciones europeas.
- 1989: tras el fin de la tregua de ETA, el Gobierno español inicia la expulsión de etarras de Argel, empezando por los negociadores.
- 1990: en Nepal, tras varias semanas de disturbios y huelgas, el rey Birendra nombra jefe de Gobierno al líder de la oposición Krishna Prasad Bhattarai.
- 1991: el pueblo de Puerto Rico es galardonado con el Premio Príncipe de Asturias de las Letras 1991 por su «defensa ejemplar del idioma español, que ha sido declarado único idioma oficial del país».
- 1993: en la localidad estadounidense de Waco (Texas), el FBI toma de manera violenta el local donde se encontraba la secta davidiana de David Koresh termina en un incendio con 81 muertos.
- 1994: el cantautor guatemalteco Ricardo Arjona, publica su álbum titulado Historias.
- 1995: en Oklahoma City (Estados Unidos), Timothy McVeigh hace estallar un potente explosivo en el Edificio Federal Alfred P. Murrah, dejando como resultado 168 muertos, 19 de ellos niños; Atentado de Oklahoma City.
- 1995: en Madrid (España), el político José María Aznar es víctima de un atentado de la banda terrorista ETA.
- 1997: en un paraje conocido como Laguna de los Cóndores (Perú), investigadores del INC (Instituto Nacional de Cultura) descubren seis mausoleos incas.
- 1997: en Bulgaria el partido derechista ODS (Fuerzas Democráticas Unidas), gana por mayoría absoluta las elecciones legislativas anticipadas.
- 1998: en China, el disidente Wang Dan, de 29 años, héroe de las manifestaciones por la democracia de 1989 en la plaza de Tiananmen de Pekín, es autorizado a viajar a Estados Unidos para recibir tratamiento médico.
- 1998: en Austria, el conservador Thomas Klestil se proclama vencedor de las elecciones presidenciales.
- 1998: El programa Siempre en domingo concluye transmisiones por XEW TV, debido a complicaciones de salud de su conductor y productor, Raúl Velasco.
- 1999: el Bundestag alemán vuelve a Berlín.
- 1999: la firma italiana Telecom y la alemana Deutsche Telekom crean el primer operador mundial de telefonía.
- 2000: un Boeing 737 de Air Philippines se estrella en el Davao International Airport matando a 131 personas.
- 2000: en Quévert, pueblo cerca de Dinan (Bretaña, Francia), una bomba colocada en un restaurante de la cadena McDonald's acaba con la vida de una joven empleada del establecimiento.
- 2000: Los embajadores de España y el Reino Unido ante la Unión Europea firman un acuerdo por el que Londres se compromete a ser la autoridad competente en las relaciones entre Gibraltar y la UE.
- 2000: El investigador belga Jean-Jacques Cassiman y el alemán Ernst Brinckmann, prueban mediante análisis de ADN, que el corazón que se conserva en la basílica de Saint-Denis de un niño que murió el 8 de junio de 1795 en la prisión de Temple de París, pertenecía a Luis XVII, hijo de Luis XVI y María Antonieta.
- 2001: en Colombia, el ELN (Ejército de Liberación Nacional) rompe el diálogo con el Gobierno.
- 2001: en España, el veterano periodista Matías Prats Cañete recibe el premio "Toda Una Vida 2000" en la gala de los premios de televisión.
- 2002: en Madrid, el Consejo de Ministros aprueba el proyecto de Ley de Partidos, ideado para lograr la ilegalización de Batasuna.
- 2002: el presidente del Grupo Prisa, Jesús de Polanco, entrega al escritor argentino Tomás Eloy Martínez el V Premio Alfaguara de Novela por su obra El vuelo de la reina.
- 2003: en Japón, el motociclista Daijiro Kato (1976-2003), campeón del mundo de 250 cc en 2001, fallece semanas después del grave accidente que sufrió en el circuito de Suzuka.
- 2003: en Brasil, once turistas fallecen en el naufragio de un barco.
- 2004: en Madrid (España), desconocidos musulmanes profanan la tumba y queman el cadáver del policía muerto en la explosión del inmueble de Leganés donde se inmolaron siete terroristas islámicos.
- 2004: entra en vigor la normativa europea que obliga a etiquetar todos los productos alimenticios que contengan algún ingrediente transgénico o que estén modificados genéticamente.
- 2004: los regatistas Iker Martínez y Xabi Fernández se proclaman campeones del mundo de vela en la clase 49.ª
- 2005: en la Ciudad del Vaticano, el cardenal Joseph Ratzinger es elegido papa de la Iglesia católica y adopta el nombre papal de Benedicto XVI.
- 2005: en Buenos Aires, el exmilitar argentino Adolfo Scilingo es condenado a 640 años de cárcel por los crímenes contra la humanidad cometidos en Argentina durante la dictadura del general Videla.
- 2005: en Estocolmo se inaugura la sede del Instituto Cervantes.
- 2005: en el Líbano, el nuevo primer ministro Najib Mikati forma un Gobierno de transición para preparar las elecciones.
- 2005: el Parlamento griego aprueba la Constitución europea.
- 2011: en La Habana (Cuba), Fidel Castro renuncia como primer secretario del Partido Comunista de Cuba. Su hermano Raúl Castro es elegido como su remplazante.
- 2012: Se publica por primera vez Re:Zero, uno de los animes más exitosos en la actualidad.
- 2013: en Boston (Estados Unidos), el sospechoso del atentado de la maratón de Boston, Tamerlan Tsarnaev es asesinado en un tiroteo con la policía. Su hermano Dzhokhar es capturado mientras estaba escondido en un bote en los suburbios de Watertown (Massachusetts).
- 2013: en Caracas, Venezuela, Nicolás Maduro asume como presidente de Venezuela, siendo elegido en las elecciones presidenciales de ese año el 14 de abril, realizadas para elegir un nuevo mandatario venezolano tras la muerte de Hugo Chávez el 5 de marzo.
- 2014: en Uruguay se inaugura la radio comunitaria Palmira FM.
- 2018: en La Habana, Cuba, Miguel Díaz-Canel asume como presidente de Cuba, convirtiéndose en el sucesor de Raúl Castro.
- 2018: en Nicaragua, estalla conflicto político.
- 2024: Taylor Swift saca su álbum The Tortured Poets Department. Un álbum que romperá récords y le hará ganar múltiples premios.
- 2025: durante la previa de WrestleMania 41, la empresa estadounidense de lucha libre profesional WWE anunció la adquisición de la empresa mexicana Lucha Libre AAA Worldwide (AAA).

## Nacimientos
- 626: Eanfleda de Deira, aristócrata y monja inglesa (f. 685).
- 1320: Pedro I, rey portugués (f. 1367).
- 1452: Federico I, rey napolitano (f. 1504).
- 1483: Paolo Giovio, obispo y humanista italiano (f. 1552).
- 1603: Michel Le Tellier, político francés (f. 1685).
- 1613: Christoph Bach, músico alemán (f. 1661).
- 1637: Mateo Cerezo, pintor español (f. 1666).
- 1660: Sebastián Durón, compositor español (f. 1716).
- 1686: Vasili Tatischev, etnógrafo y político ruso (f. 1750).
- 1721: Roger Sherman, político estadounidense (f. 1793).
- 1752: Friederike Elisabeth Brion, personalidad alsaciana, musa de Goethe (f. 1813).
- 1758: Fisher Ames, ensayista y político estadounidense (f. 1808).
- 1759: August Wilhelm Iffland, actor, dramaturgo y crítico teatral alemán (f. 1814).
- 1785: Alexandre Pierre François Boëly, pianista y compositor francés (f. 1858).
- 1793: Fernando I, emperador austriaco (f. 1875).
- 1795: Christian Gottfried Ehrenberg, científico alemán (f. 1876).
- 1798: Andrea Maffei, escritor italiano (f. 1885).
- 1801: Gustav Fechner, filósofo y psicólogo alemán. (f.1887).
- 1819: Frances Parthenope Verney, escritora y periodista inglesa, hermana de Florence Nightingale (f. 1890).
- 1830: Hermógenes López, presidente venezolano (f. 1898).
- 1832: José Echegaray y Eizaguirre, escritor español, premio nobel de literatura en 1904 (f. 1916).
- 1848: Luis Montt Montt, abogado, historiador, escritor y político chileno (f. 1909).
- 1849: Eva Gonzalès, pintora impresionista francesa (f. 1883).
- 1854: Charles Angrand, pintor neoimpresionista y anarquista francés (f. 1926).
- 1867: Roberto Payró, escritor y periodista argentino (f. 1928).
- 1876: Enrique Vladimiro de Mecklemburgo-Schwerin, aristócrata neerlandés, esposo de la reina (f. 1934).
- 1882: Getúlio Vargas, abogado y político brasileño, 14.º presidente de Brasil (f. 1954).
- 1883: Richard Edler von Mises, científico, físico y matemático austriaco (f. 1953).
- 1886: Manuel Bandeira, poeta brasileño (f. 1968).
- 1889: Otto Georg Thierack, jurista y político alemán (f. 1946).
- 1891: Riccardo Bacchelli, escritor, periodista y crítico italiano (f. 1985).
- 1891: Françoise Rosay, actriz francesa (f. 1974).
- 1892: Germaine Tailleferre, compositora y educadora francesa (f. 1983).
- 1894: Elizabeth Dilling, escritora y activista estadounidense (f. 1966).
- 1895: Manuel D. Benavides, periodista y político español (f. 1947).
- 1896: Esteban Canal, ajedrecista peruano (f. 1981).
- 1897: Jirōemon Kimura, supercentenario japonés, ser humano más anciano del mundo desde diciembre de 2012 (f. 2013).
- 1898: Constance Talmadge, actriz y productora estadounidense (f. 1973).
- 1899: Arturo Iglesias Paiz, militar argentino, gobernador de la provincia de Formosa (f. 1966).
- 1899: George O'Brien, actor estadounidense (f. 1985).
- 1900: Richard Hughes, escritor, poeta y dramaturgo británico (f. 1976).
- 1900: Elías Nandino, poeta mexicano (f. 1993)
- 1902: Veniamin Kaverin, escritor y guionista judío soviético (f. 1989).
- 1903: Eliot Ness, policía estadounidense (f. 1957).
- 1908: Joseph Keilberth, director de orquesta alemán (f. 1968)
- 1912: Glenn T. Seaborg, químico y académico estadounidense, premio nobel de química en 1951 (f. 1999).
- 1912: Rudi Fischer, piloto suizo de automovilismo (f. 1976).
- 1916: Delio Rodríguez, ciclista español (f. 1994).
- 1917: Sven Hassel, escritor danés (f. 2012).
- 1917: José Eusebio Soriano, futbolista peruano (f. 2011).
- 1918: Clifford Berry, ingeniero electrónico estadounidense de origen búlgaro (f. 1963).
- 1918: Vidal López, beisbolista venezolano (f. 1972).
- 1919: Sol Kaplan, pianista y compositor estadounidense (f. 1990).
- 1919: Bernardo Tobón de la Roche, productor colombiano de radio (f. 2011).
- 1920: Julien Ries, cardenal belga (f. 2013).
- 1920: Marian Winters, actriz judía estadounidense (f. 1978).
- 1921: Yitzjak Navón, político israelí (f. 2015).
- 1921: Roberto Tucci, cardenal y teólogo italiano (f. 2015).
- 1922: Erich Hartmann, coronel y piloto alemán (f. 1993).
- 1922: Ricardo Passano, actor argentino (f. 2012).
- 1923: Carlos Cores, actor argentino (f. 2000).
- 1923: Carlos Lara Bejarano, radiotelegrafista ecuatoriano (f. 2006).
- 1925: Hugh O'Brian, actor estadounidense (f. 2016).
- 1926: William Klein, fotógrafo estadounidense (f. 2022).
- 1928: Alexis Korner, cantautor y guitarrista francobritánico (f. 1984)
- 1930: Dick Sargent, actor estadounidense (f. 1994).
- 1931: Frederick Brooks, ingeniero y científico computacional estadounidense (f. 2022).
- 1932: Fernando Botero, pintor y escultor colombiano (f. 2023).
- 1933: Jayne Mansfield, actriz y modelo estadounidense (f. 1967).
- 1934: Julio López, actor argentino (f. 2012).
- 1934: Salvador Sánchez-Terán, político e ingeniero español (f. 2022).
- 1934: Jean Ziegler, sociólogo, escritor y político suizo.
- 1934: José de Jesús Gutiérrez Rebollo, militar mexicano (f. 2013).
- 1935: Dudley Moore, actor, comediante y pianista británico (f. 2002).
- 1935: Justin Francis Rigali, cardenal estadounidense.
- 1936: Wilfried Martens, político y primer ministro belga (f. 2013).
- 1937: Antonio Carluccio, chef y escritor italiano-británico (f. 2017).
- 1937: Joseph Estrada, político filipino, presidente de Filipinas entre 1998 y 2001.
- 1938: Stanley Fish, teórico, escritor y erudito estadounidense.
- 1939: Alí Jamenei, político y clérigo iraní, líder supremo de Irán desde 1989.
- 1940: Kurt Ahrens, piloto alemán de Fórmula 1.
- 1940: José Luis Gómez, actor español.
- 1940: Sydney Possuelo, explorador y activista brasileño.
- 1941: Roberto Carlos, cantautor brasileño.
- 1942: Bas Jan Ader, fotógrafo y director neerlandés-estadounidense (f. 1975).
- 1942: Alan Price, tecladista, cantante y compositor británico, de la banda The Animals.
- 1943: José Legrá, boxeador cubano.
- 1943: Álvaro Matute Aguirre, historiador, académico y catedrático mexicano (f. 2017).
- 1944: Keith Erickson, baloncestista y periodista deportivo estadounidense.
- 1944: James Heckman, economista y académico estadounidense, premio en ciencias económicas en memoria de Alfred Nobel en 2000.
- 1944: Bernie Worrell, estadounidense keyboard player y songwriter (f. 2016).
- 1945: Ginés Morata, biólogo español.
- 1945: Piero, cantante ítalo-argentino.
- 1946: Tim Curry, actor, cantante y compositor británico.
- 1947: Murray Perahia, director de orquesta y pianista estadounidense.
- 1947: Mark Volman, cantante, compositor y guitarrista estadounidense.
- 1948: Rodrigo Marulanda, actor de televisión, teatro y doblaje colombiano (f. 2019).
- 1949: Paloma Picasso, empresaria y diseñadora franco-española, hija del pintor Pablo Picasso.
- 1949: Larry Walters, camionero estadounidense que el 2 de julio de 1982 voló sobre la ciudad de Los Ángeles durante 16 minutos a 4600 m de altitud montado en un sillón de jardín atado a 42 globos llenos de helio (f. 1993).
- 1950: Fernando Flores Morador, filósofo e historiador de las ideas sueco-uruguayo.
- 1951: Jóannes Eidesgaard, político feroés.
- 1952: Alexis Argüello, boxeador y político nicaragüense (f. 2009).
- 1952: Tony Plana, actor y director cubano-estadounidense.
- 1953: Rod Morgenstein, baterista estadounidense.
- 1953: Ramón Núñez Armas, futbolista cubano.
- 1953: Sara Simeoni, atleta italiana.
- 1953: Ruby Wax, comediante, actriz y guionista judía británico-estadounidense.
- 1954: Trevor Francis, futbolista y entrenador británico.
- 1954: Bob Rock, guitarrista, compositor, cantante y productor canadiense.
- 1955: José Mercé, cantaor español de flamenco.
- 1955: Manfred Reyes Villa, político y militar boliviano.
- 1956: Jorge Esmoris, actor, humorista y murguista uruguayo.
- 1957: Mukesh Ambani, ingeniero y empresario indio.
- 1957: Afrika Bambaataa, DJ estadounidense.
- 1957: Ildefonso Guajardo Villarreal, economista y político mexicano.
- 1957: Tony Martin, músico británico, de la banda de rock Black Sabbath.
- 1958: Steve Antin, actor, director, productor y guionista estadounidense.
- 1958: Julio César Balerio, futbolista y entrenador uruguayo (f. 2013).
- 1958: Roberto López Ufarte, futbolista español.
- 1958. Osvaldo Jaldo, político argentino, Gobernador de Tucumán desde 2023.
- 1960: Gustavo Petro, político colombiano, presidente de Colombia desde 2022.
- 1960: Ariel Rot, guitarrista, cantante, compositor y productor musical argentino.
- 1962: Juan Calleros, bajista mexicano, de la banda Maná.
- 1962: Al Unser Jr., piloto de automovilismo estadounidense.
- 1963: Valerie Plame, agente estadounidense.
- 1965: Natalie Dessay, soprano francesa.
- 1965: Silvana Giúdici, política argentina.
- 1965: Suge Knight, productor discográfico estadounidense.
- 1965: Mayte Martín, cantaora flamenca española.
- 1967: Herri Torrontegui, piloto de motos español.
- 1968: Ashley Judd, actriz estadounidense.
- 1968: Marlène Mourreau, vedette, modelo y actriz francesa.
- 1968: Mswati III de Suazilandia, rey suazi.
- 1969: Zsuzsa Polgár, ajedrecista húngara-estadounidense.
- 1970: Kelly Holmes, atleta británica.
- 1970: Abelardo Fernández Antuña futbolista español.
- 1970: Luis Miguel, cantante puertorriqueño-mexicano.
- 1972: Rivaldo, futbolista brasileño.
- 1972: Jennifer Bini Taylor, actriz estadounidense.
- 1974: Patrizio Billio, futbolista italiano (f. 2023).
- 1974: Marcus Ehning, jinete alemán.
- 1975: Gentleman (Tilmann Otto), cantautor alemán de reggae.
- 1975: Gabriel Ruiz Díaz, músico argentino (f. 2021).
- 1976: Rudolf Adrianus Jolie, guitarrista neerlandés, de la banda Within Temptation.
- 1978: James Franco, actor estadounidense.
- 1978: Gabriel Heinze, futbolista argentino.
- 1978: Vanessa Guzmán, actriz mexicana.
- 1978: Flavio Medina, actor mexicano.
- 1979: Kate Hudson, actriz estadounidense.
- 1979: Antoaneta Stefanova, ajedrecista búlgara.
- 1979: Zhao Junzhe, futbolista chino.
- 1981: Hayden Christensen, actor canadiense.
- 1981: Catalina Sandino, actriz colombiana.
- 1981: Jan Gunnar Solli, futbolista noruego.
- 1981: Ryuta Hara, futbolista japonés.
- 1981: Isao Homma, futbolista japonés.
- 1982: Ignacio Serricchio, actor argentino-estadounidense
- 1983: Stefan Kulovits, futbolista austriaco.
- 1983: Ryoji Yamanaka, futbolista japonés.
- 1983: Gustavo Paz, futbolista boliviano.
- 1984: Marco Biagianti, futbolista italiano.
- 1984: Masato Katayama, futbolista japonés.
- 1985: Valon Behrami, futbolista suizo.
- 1985: Sebastián Ereros, futbolista argentino.
- 1986: Zhou Mi, cantante y actor chino, de la banda Super Junior-M.
- 1986: Candace Parker, jugadora estadounidense de baloncesto.
- 1986: Gabe Pruitt, baloncestista estadounidense.
- 1986: Giacomo Ratto, futbolista italiano.
- 1986: Catrina (Karlee Pérez), modelo y luchadora estadounidense.
- 1987: Joe Hart, futbolista inglés.
- 1987: María Sharápova, tenista rusa.
- 1987: Pascal Razakanantenaina, futbolista malgache.
- 1988: Diego Buonanotte, futbolista argentino.
- 1988: Haruna Kojima, actriz, cantante y modelo japonesa.
- 1989: Tom Mickel, futbolista alemán.
- 1989: Daisuke Watabe, futbolista japonés.
- 1989: Li Jianbin, futbolista chino.
- 1990: Roy Smith, futbolista costarricense.
- 1990: Han Kook-young, futbolista surcoreano.
- 1991: Viktor Ljung, futbolista sueco.
- 1991: Nikola Ašćerić, futbolista serbio.
- 1991: Kelly Olynyk, baloncestista canadiense.
- 1992: Morteza Pouraliganji, futbolista iraní.
- 1993: Junior Barros, futbolista brasileño.
- 1993: Šaleta Kordić, futbolista montenegrino.
- 1993: Joseph Marrero, futbolista puertorriqueño.
- 1993: Lia Wälti, futbolista suiza.
- 1994: Scott Basalaj, futbolista neozelandés.
- 1994: Pol Calvet, futbolista español.
- 1994: Fábio Cardoso, futbolista portugués.
- 1994: Sam Stanton, futbolista escocés.
- 1994: Wilma Torres, futbolista salvadoreño.
- 1994: Xu Xin, futbolista chino.
- 1995: Erick Cabaco, futbolista uruguayo.
- 1995: Esyin Cordero, futbolista costarricense.
- 1995: Ryō Germain, futbolista japonés.
- 1995: Kei Koizumi, futbolista japonés.
- 1995: Kevin Mbabu, futbolista suizo.
- 1995: Wesley Saïd, futbolista francés.
- 1995: Takahiro Sekine, futbolista japonés.
- 1996: Carlos Acevedo, futbolista mexicano.
- 1996: Sergio Buenacasa, futbolista español.
- 1996: Kevin Larrea, futbolista uruguayo.
- 1996: Kazuya Onohara, futbolista japonés.
- 1996: Adrián Riera, futbolista español.
- 1996: Oriana Sabatini, actriz y cantante argentina.
- 1997: Khojiakbar Alijonov, futbolista uzbeko.
- 1997: Sergio Camus, futbolista español.
- 1997: Aref Gholami, futbolista iraní.
- 1997: Ulises Ortegoza, futbolista argentino.
- 1997: Victoria Ortiz, actriz colombiana.
- 1998: Ari Leifsson, futbolista islandés.
- 1998: Bogdan Milovanov, futbolista ucraniano.
- 1998: Samba Thiago Ndiaye, baloncestista senegalés.
- 1998: Orlando Sinclair, futbolista costarricense.
- 1998: Diondre Overton, jugador de fútbol americano estadounidense (f. 2024).
- 1999: Jöna Aigouy, atleta francesa.
- 1999: Kiara Cole, actriz pornográfica y modelo erótica estadounidense.
- 1999: Margielyn Didál, skateboarder filipina.
- 1999: Luguentz Dort, baloncestista canadiense.
- 1999: Colton Dowell, jugador de fútbol americano estadounidense.
- 1999: Sergio Gucciardo, futbolista italo-turco.
- 1999: Jaylon Johnson, jugador de fútbol americano estadounidense.
- 1999: Mikey Johnston, futbolista británico.
- 1999: Eetu Mäkiniemi, jugador de hockey sobre hielo finlandés.
- 1999: Esteban Maidana, futbolista paraguayo.
- 1999: Corentin Moutet, tenista francés.
- 1999: David Salazar Bustamante, futbolista chileno.
- 1999: Jeferson Santos Júnior, yudoca brasileño.
- 1999: Bethany Shriever, ciclista británica.
- 1999: Connor Garden-Bachop, rugbista neozelandés (f. 2024).
- 2000: Immanuela Aliu, atleta británica.
- 2000: Matthew Dixon, saltador británico.
- 2000: Sal Frelick, beisbolista estadounidense.
- 2000: Marco Gómez (futbolista), futbolista venezolano.
- 2000: Aldo Montes, futbolista colombiano.
- 2000: Sjors Kramer, futbolista neerlandés.
- 2000: Jakub Kraska, nadador polaco.
- 2000: Azzedine Ounahi, futbolista marroquí.
- 2000: Delfina Pignatiello, nadadora argentina.
- 2000: Soyell Trejos, futbolista panameño.
- 2001: Ramón Enríquez Rodríguez, futbolista español.
- 2001: Michelle Gröbli, atleta suiza.
- 2001: Gustav Isaksen, futbolista danés.
- 2001: Dalton Knecht, baloncestista estadounidense.
- 2001: Raphael Onyedika, futbolista nigeriano.
- 2001: Carlos Sánchez Jiménez, futbolista español.
- 2001: Danilo dos Santos de Oliveira, futbolista brasileño.
- 2001: Micky van de Ven, futbolista neerlandés.
- 2001: Carlo Zammit Lonardelli, futbolista maltés.
- 2002: Loren Gray, cantante, productora musical, modelo e influente estadounidense.
- 2002: Ilya Volkov, cantante bielorrusa.
- 2002: Melker Widell, futbolista sueco.
- 2003: Hugo Redón, futbolista español.
- 2005: Kobbie Mainoo, futbolista británico.
- 2016: Alejandro de Suecia, aristócrata sueco.

## Fallecimientos
- 1012: Alphege, obisto y santo inglés (n. 954).
- 1314: Gualterio d'Aunay (Gutierre d'Aunay), militar francés (n. ¿?).
- 1314: Felipe d'Aunay, militar francés (n. ¿?).
- 1390: Roberto II, rey escocés (n. 1316).
- 1560: Philipp Melanchthon, reformador religioso y erudito alemán (n. 1497).
- 1567: Michael Stifel, matemático alemán (n. 1487).
- 1629: Sigismondo d'India, compositor italiano (n. 1582).
- 1689: Cristina de Suecia, reina sueca (n. 1626).
- 1739: Nicholas Saunderson, mathemático y académico inglés (n. 1682).
- 1768: Canaletto,pintor italiano (n. 1697).

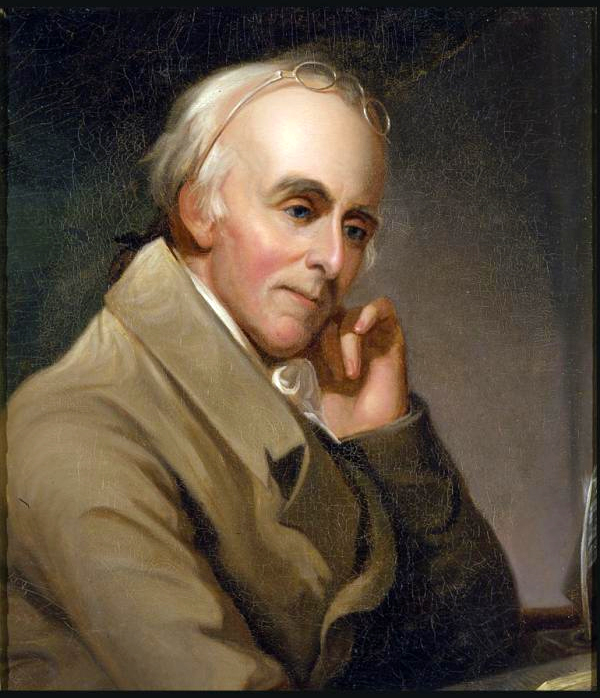
Benjamin Rush.

- 1813: Benjamin Rush, médico estadounidense (n. 1746).
- 1824: Lord Byron (36), poeta británico (n. 1788).
- 1876: William Wilde, cirujano irlandés (n. 1815).
- 1881: Benjamin Disraeli, primer ministro británico (n. 1804).
- 1882: Charles Darwin, científico británico (n. 1809).
- 1906: Pierre Curie, físico francés, premio nobel de física en 1903 (n. 1859); atropellado por un carruaje.
- 1938: Georg Schrimpf, pintor alemán (n. 1889).
- 1945: Vasilisa Pashchenko, aviadora militar soviética (n. 1923).
- 1951: Frank T. Hopkins, activista y jinete estadounidense (n. 1865).
- 1952: José Obeso Revuelta, político español (n. 1884).
- 1966: Javier Solís, cantante mexicano (n. 1931).
- 1967: Konrad Adenauer, canciller alemán (n. 1876).
- 1969: Juan Modesto, militar y político español (n. 1906).
- 1972: Manuel Gómez Morin, abogado y político mexicano (n. 1897).
- 1973: Hans Kelsen, filósofo austriaco (n. 1881).
- 1975: Percy Lavon Julian, químico y académico estadounidense (n. 1899).
- 1975: Jesús Piedra Ibarra, activista y guerrillero mexicano (n. 1954); desaparecido.
- 1981: Mónica Jouvet, actriz argentina (n. 1955).
- 1983: Federico de Castro y Bravo, jurista español (n. 1903).
- 1983: Renato Ziggiotti, sacerdote italiano (n. 1894).
- 1989: Daphne du Maurier, escritora británica (n. 1907).
- 1990: Aristóbulo Donato Aráoz de Lamadrid, político, abogado y ministro de la Corte Suprema de Justicia de Argentina (n. 1910).
- 1993: Blas Galindo, compositor mexicano (n. 1910).
- 1994: Pedro Plascencia Salinas, pianista y compositor mexicano (n. 1956).
- 1998: Ovidio Fuentes, actor argentino (n. 1929).
- 1998: Octavio Paz, escritor mexicano, premio nobel de literatura en 1990 (n. 1914).
- 2002: Reginald Rose, escritor y guionista de TV y cine estadounidense (n. 1920).
- 2004: John Maynard Smith, genetista y biólogo británico (n. 1920).
- 2005: Niels-Henning Ørsted Pedersen, músico danés (n. 1945).
- 2006: Gastón Perkins, piloto argentino de automovilismo (n. 1928).
- 2007: Ramón Godínez Flores, obispo español (n. 1936).
- 2008: Alfonso López Trujillo, cardenal colombiano (n. 1935).
- 2009: J. G. Ballard, escritor y guionista británico (n. 1930).
- 2009: Margarita Linton, actriz argentina (n. 1926).
- 2010: Manuel Fernández Álvarez, historiador español (n. 1921).[3]
- 2010: Guru, rapero estadounidense (n. 1966).
- 2010: Edwin Valero, boxeador venezolano; suicidio (n. 1981).
- 2011: Grete Waitz, atleta noruega (n. 1953).
- 2012: Greg Ham, músico estadounidense, de la banda Men at Work (n. 1953).
- 2013: François Jacob, biólogo francés (n. 1920).
- 2014: Sonia Silvestre, cantante y locutora dominicana (n. 1952).
- 2015: Raymond Carr, historiador e hispanista británico (n. 1919).
- 2015: Osvaldo Ribó, cantante argentino de tangos (n. 1927).
- 2016: Patricio Aylwin, político chileno, presidente de Chile entre 1990 y 1994 (n. 1918).
- 2016: Walter Kohn, físico estadounidense, premio nobel de química en 1998 (n. 1923).
- 2017: Aaron Hernandez, jugador estadounidense de fútbol americano (n. 1989).
- 2017: Paola Ramírez, estudiante venezolana de la Universidad Católica del Táchira asesinada durante las protestas en Venezuela de 2017 (n. 1993).
- 2019: Julio Melgar. cantautor guatemalteco (n. 1972).
- 2020: Philippe Nahon, actor francés (n. 1938).
- 2021: Walter Mondale, político estadounidense (n. 1928).
- 2021: Jim Steinman, compositor, productor y cantautor estadounidense (n. 1947).
- 2021: Eduardo de Lázzari, abogado argentina y juez de la Suprema Corte de Buenos Aires (n. 1944)
- 2022: Kane Tanaka, supercentenaria japonesa (n. 1903).
- 2023: Moon Bin, cantante, bailarín, actor, modelo y conductor de televisión surcoreano e integrante del grupo Astro (n. 1998).
- 2024: Daniel Dennett, ensayista y filósofo estadounidense (n. 1942).

## Celebraciones
- Día del Aborigen Americano.

- Día de la Bicicleta.

- Día Mundial de Los Simpson.

 Por países
(Por orden alfabético)
- Argentina:
  - Día Nacional del Policía.[4][5]

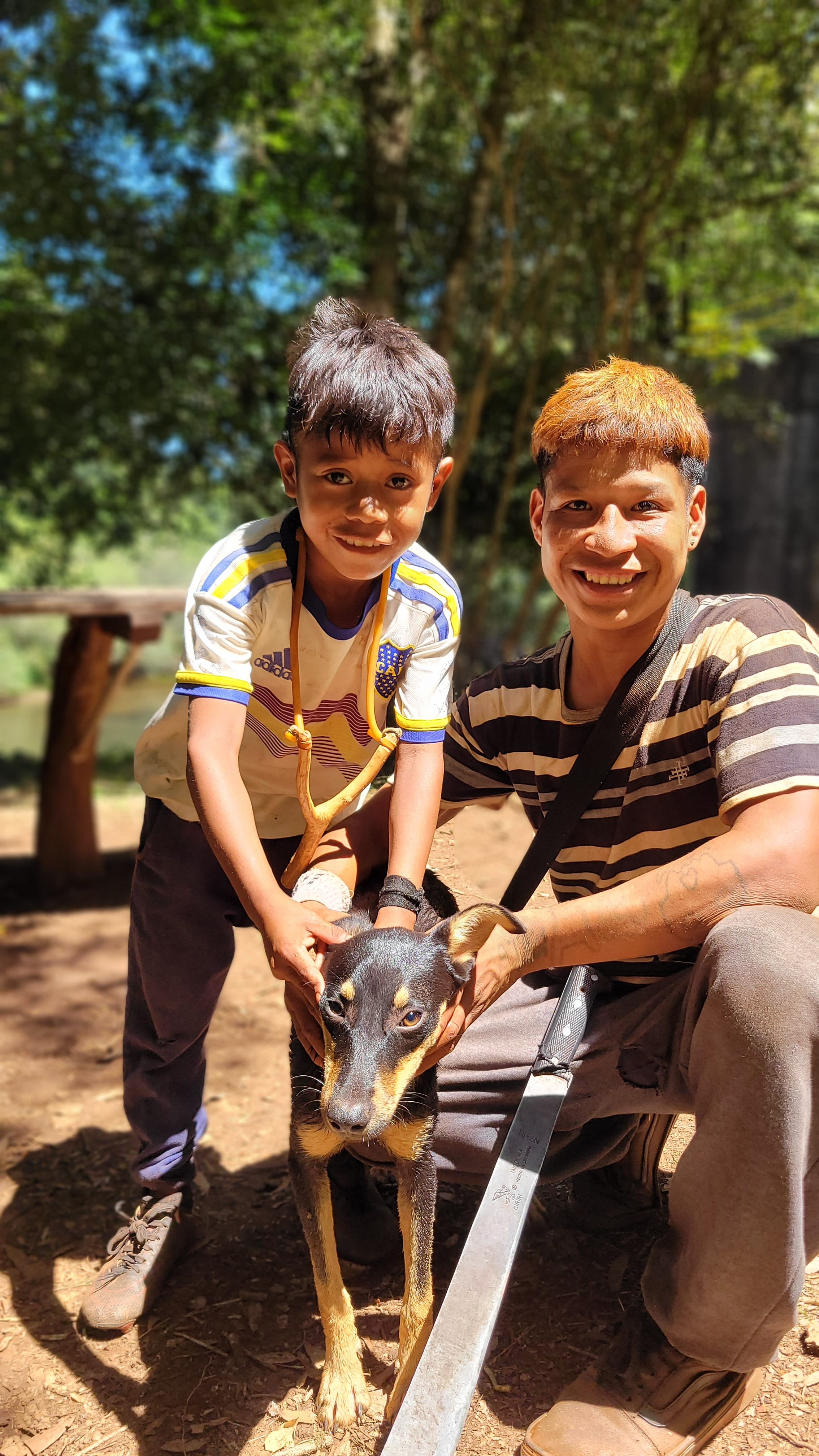
Día del Aborigen Americano: niños de una comunidad Mbyá Guaraní de Ruiz de Montoya.

  - Día de la Convivencia en la Diversidad Cultural.
Una fecha que conmemora el levantamiento del Ghetto de Varsovia en 1943 y busca promover el respeto a la diversidad y la tolerancia. Esta efeméride se ha institucionalizado para recordar la importancia de la convivencia pacífica y el respeto por las diferencias culturales.

- Costa Rica: 
  - Día del Aborigen Costarricense.

- Uruguay: 
  - Desembarco de los 33 Orientales

- Venezuela:
  - Conmemoración del primer paso hacia la Independencia.

### Santoral católico

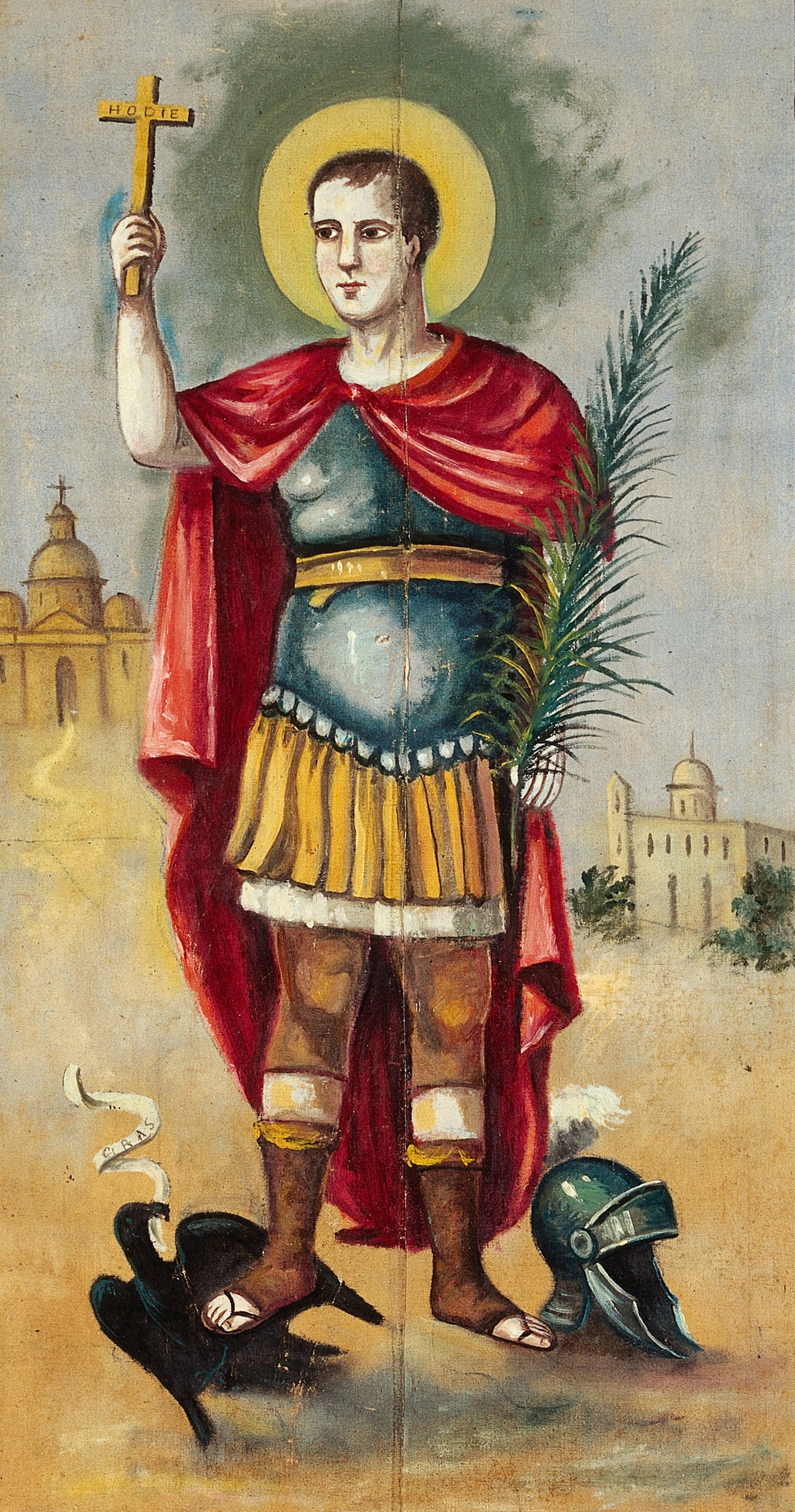
San Expedito.

- San Mapálico, mártir.[6]
- San Expedito, mártir.[7](imagen ilustrativa).
- Santa Marta de Persia, virgen y mártir.[6]
- San Jorge de Antioquía, obispo.[6]
- San Geroldo de Friesen, eremita.[6]
- San Elfego, arzobispo de Canterbury y mártir.[6]
- San León IX, papa.[6]
- Beato Bernardo de Saint-Bertín, penitente.
- Beato Jacobo Duckett, mártir.[6]

 Por países
(Por orden alfabético)
- España:
  - Cocentaina (Alicante): festividad de la Virgen del Milagro.